# Leucinodes
Leucinodes és un gènere d'arnes de la família Crambidae. Va ser descrit per primera vegada per Achille Guenée el 1854.
Les espècies de leucinodes han estat documentades com a barrinadores d'albergínies, que presenten amenaces mitjanes als cultius de nacions africanes.

## Taxonomia
- Leucinodes africensis Mally et al., 2015
- Leucinodes bilinealis Snellen, 1899
- Leucinodes cordalis (Doubleday, 1843)
- Leucinodes diaphana (Hampson, 1891)
- Leucinodes erosialis Pagenstecher, 1884
- Leucinodes ethiopica Mally et al., 2015
- Leucinodes grisealis (Kenrick, 1912)
- Leucinodes kenyensis Mally et al., 2015
- Leucinodes labefactalis Swinhoe, 1904
- Leucinodes laisalis (Walker, 1859)
- Leucinodes malawiensis Mally et al., 2015
- Leucinodes melanopalis Guenée, 1854
- Leucinodes orbonalis Guenée, 1854
- Leucinodes perlucidalis Caradja in Caradja & Meyrick, 1933
- Leucinodes pseudorbonalis Mally et al., 2015
- Leucinodes raondry (Viette, 1981)
- Leucinodes rimavallis Mally et al., 2015
- Leucinodes sigulalis Guenée, 1854
- Leucinodes ugandensis Mally et al., 2015
- Leucinodes unilinealis Snellen, 1899

## Espècies antigues
- Leucinodes apicalis Hampson, 1896
- Leucinodes aureomarginalis Gaede, 1916
- Leucinodes hemichionalis (Mabille, 1900)
- Leucinodes translucidalis Gaede, 1917
- Leucinodes vagans (Tutt, 1890)

## Taxonomia
Anteriorment, Hyperanalyta Strand, 1918 es tractava com sinònim de leucinodes, però es va trobar que era sinònim d'Analyta Lederer, 1863.